# بيل فيليبس (لاعب اتحاد الرغبي)
بيل فيليبس (بالإنجليزية: Bill Phillips)‏ هو لاعب اتحاد الرغبي نيوزيلندي، ولد في 30 يناير 1914 في Raglan, New Zealand ‏ في نيوزيلندا، وتوفي في 10 نوفمبر 1982.